# Pont Vieux de Brousse-le-Château
Le pont Vieux, ou le vieux Pont, de Brousse-le-Château, est un pont français situé à Brousse-le-Château dans le département de l'Aveyron, en région Occitanie.
Il fait l'objet d'une protection au titre des monuments historiques.

## Localisation
Le pont Vieux franchit l'Alrance (et non pas l'Abrance, comme indiqué par erreur sur la notice de la base Mérimée du ministère de la Culture) dans le village de Brousse-le-Château, commune située dans le quart sud-ouest du département de l'Aveyron.
C'est l'un des trois ouvrages permettant de franchir ce cours d'eau dans cette commune : à l'est, un pont routier permet le passage de la route départementale 54 et à l'ouest, une passerelle permet de joindre les deux rives peu avant la confluence de l'Alrance avec le Tarn,

## Histoire et architecture
Ce pont aurait été édifié au XIVe siècle, en 1366, avec des blocs de grès et de schiste. Il est parfois appelé pont roman ou pont romain, en référence à la forme de son arche en voûte en berceau.
Il est formé d'une seule arche en plein cintre. Sa chaussée et ses parapets sont principalement constitués de pierres sèches empilées ou juxtaposées. Le parapet aval est surmonté d'un crucifix.
Le pont Vieux est inscrit au titre des monuments historiques depuis le 13 mai 1937.

## Photothèque

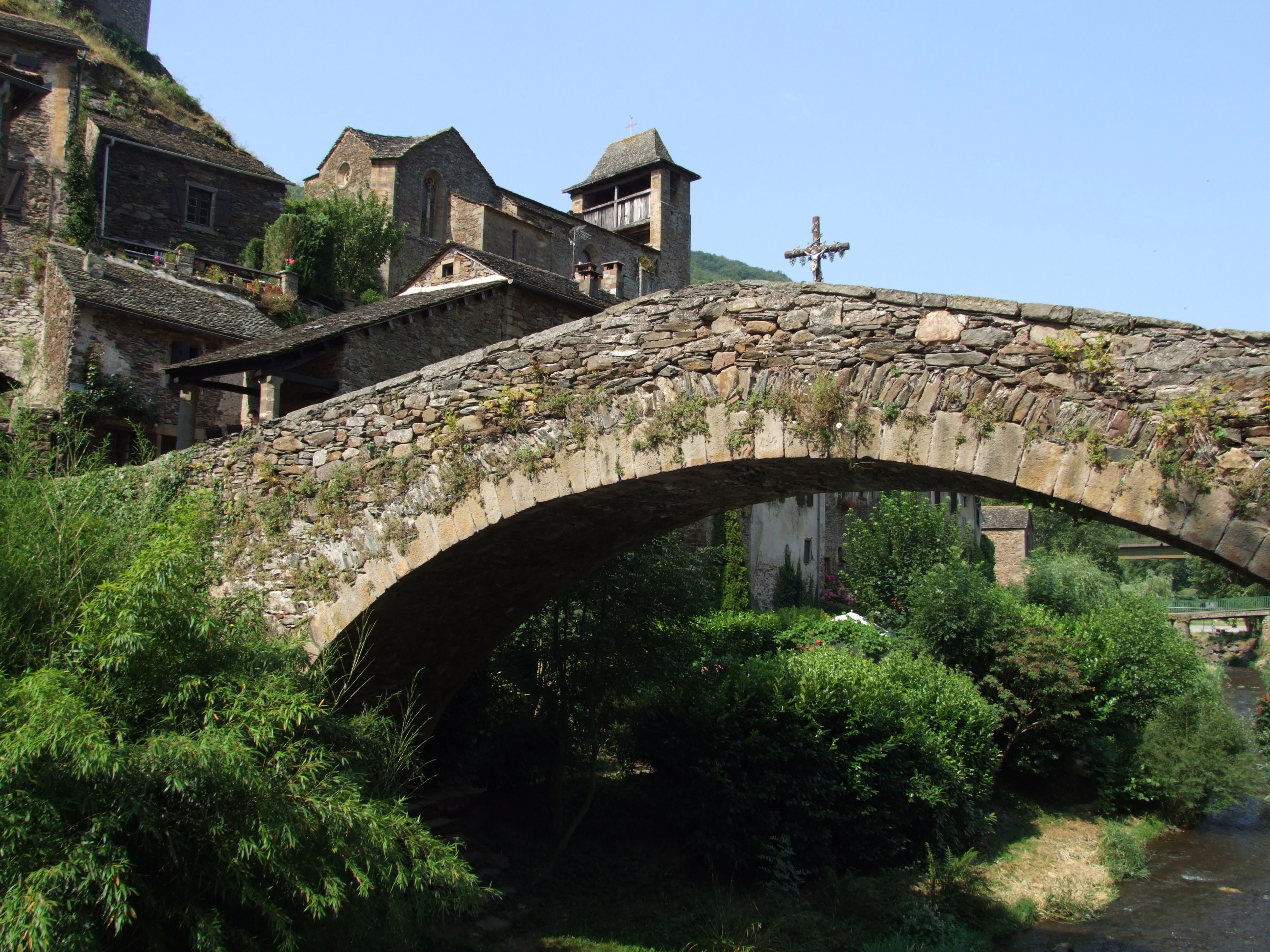
Le pont Vieux vu depuis l'amont.
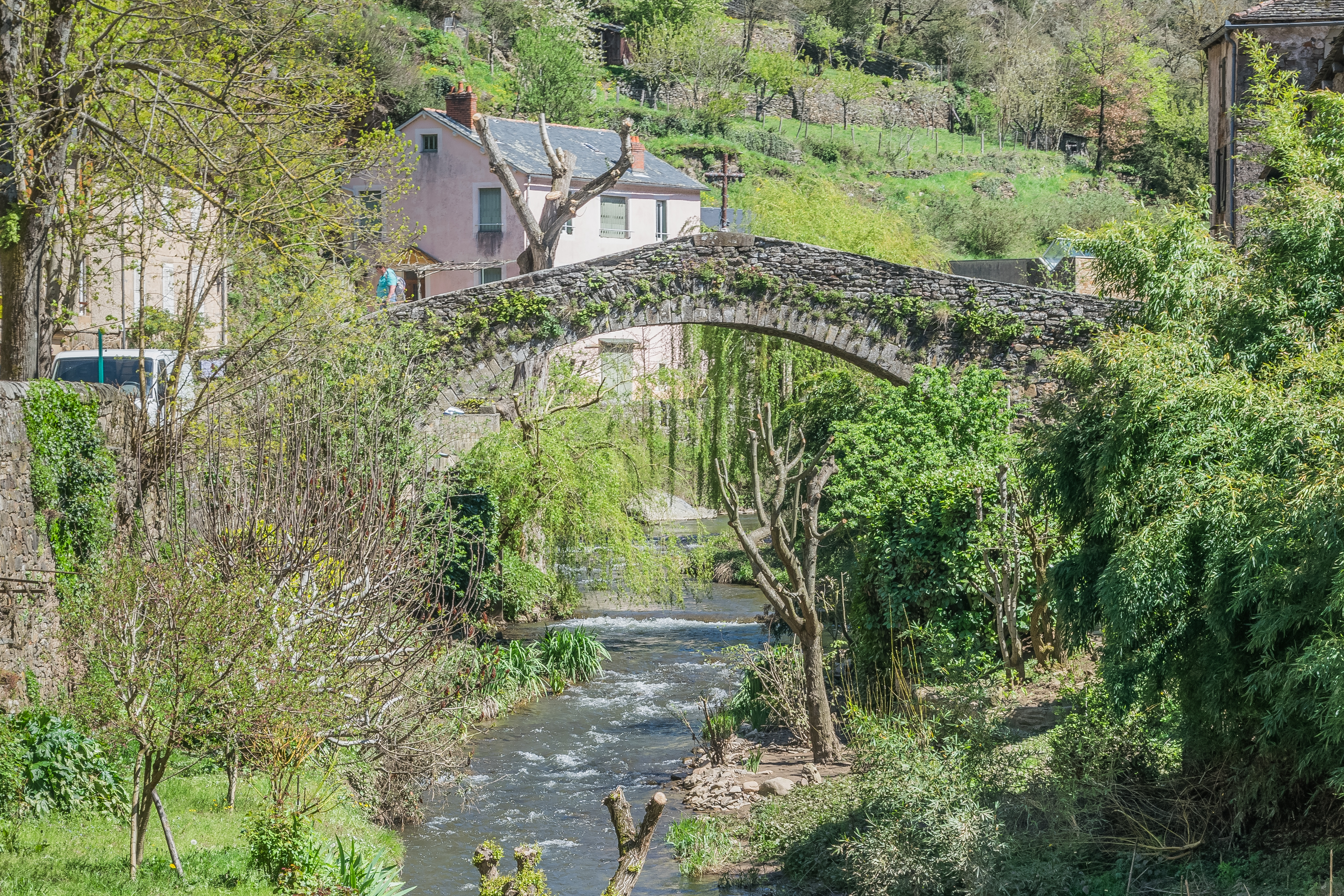
Vu depuis l'aval.
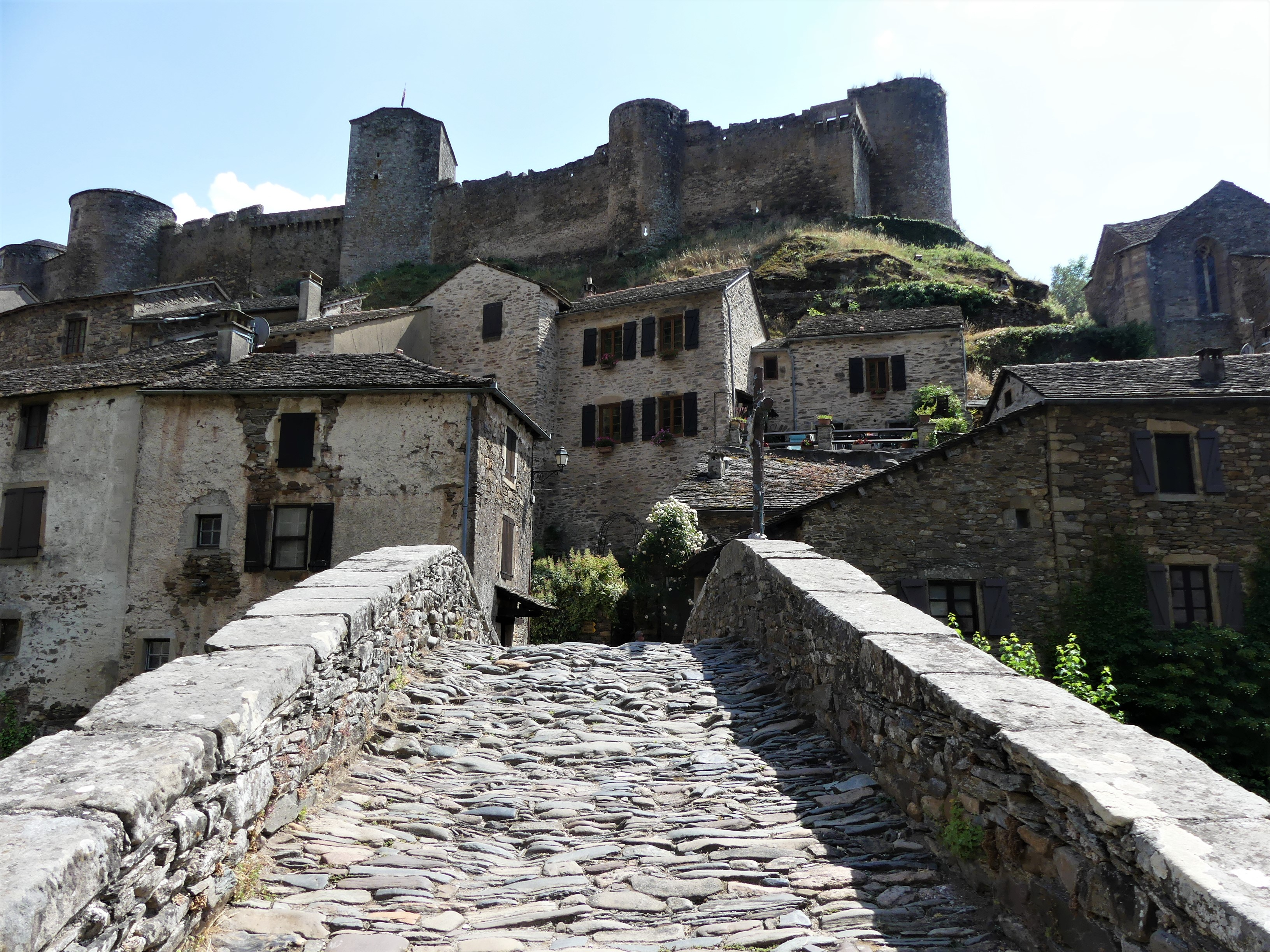
La chaussée du pont vue depuis la rive droite.
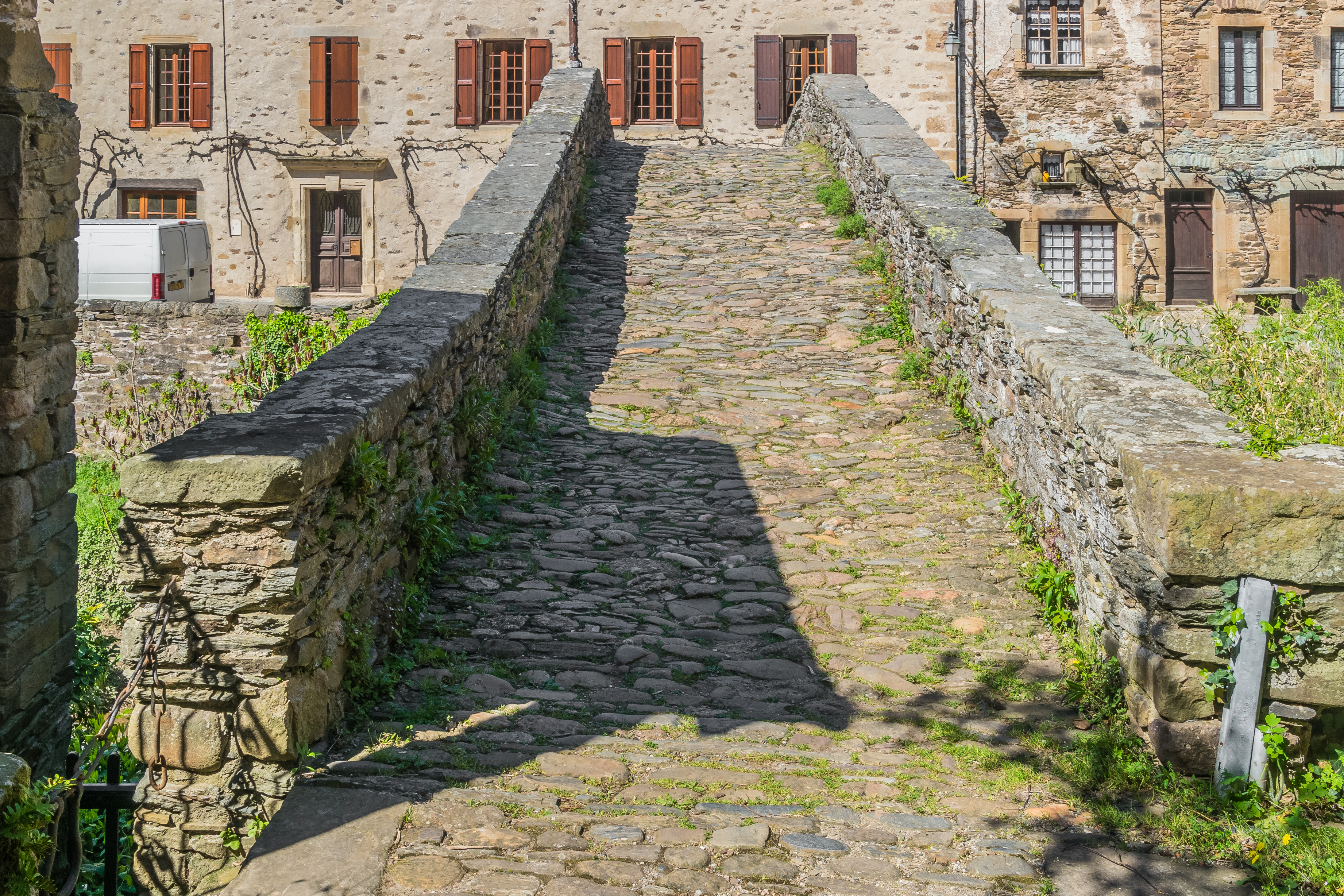
La chaussée vue depuis la rive gauche.
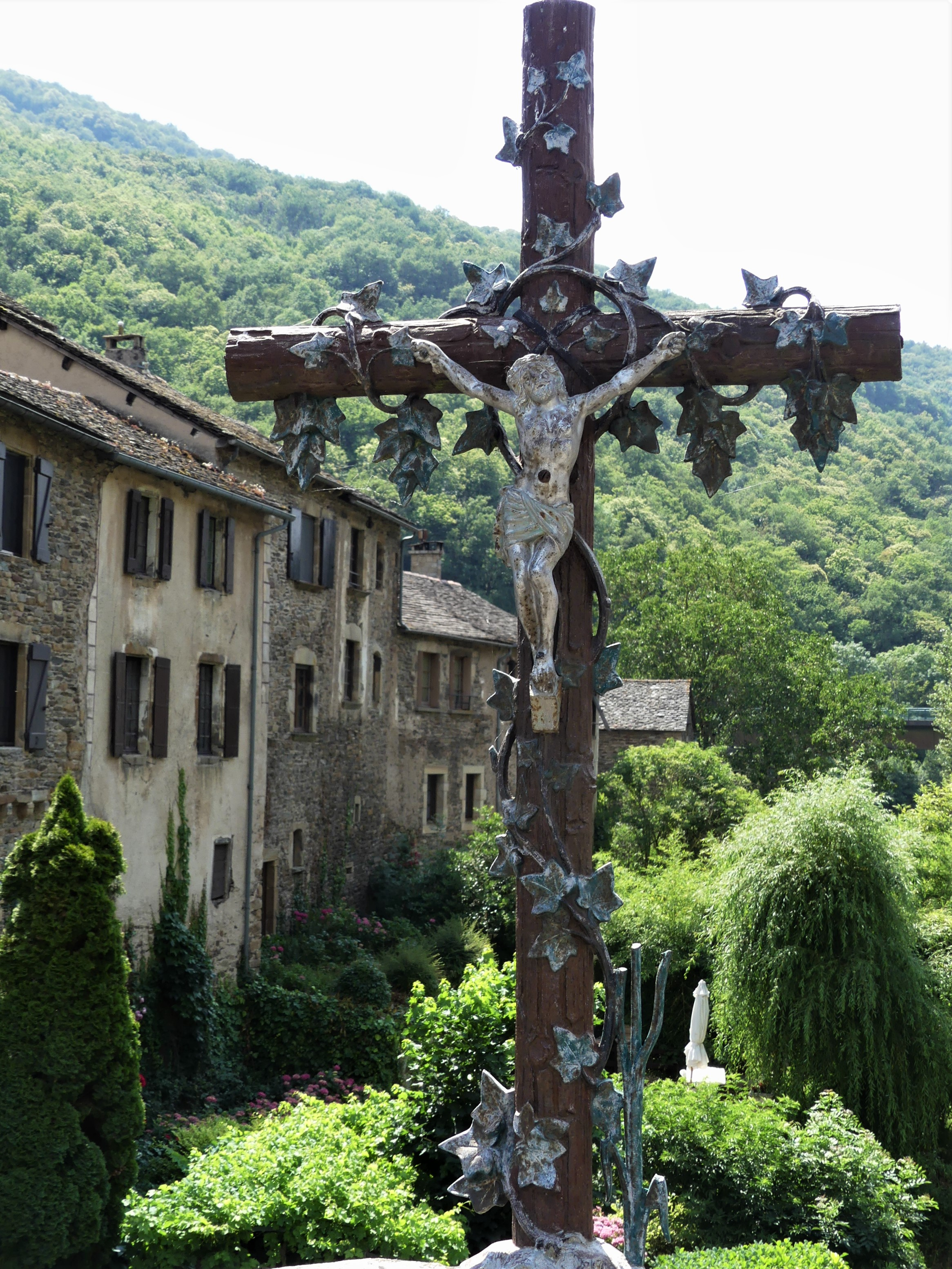
Le crucifix du pont.
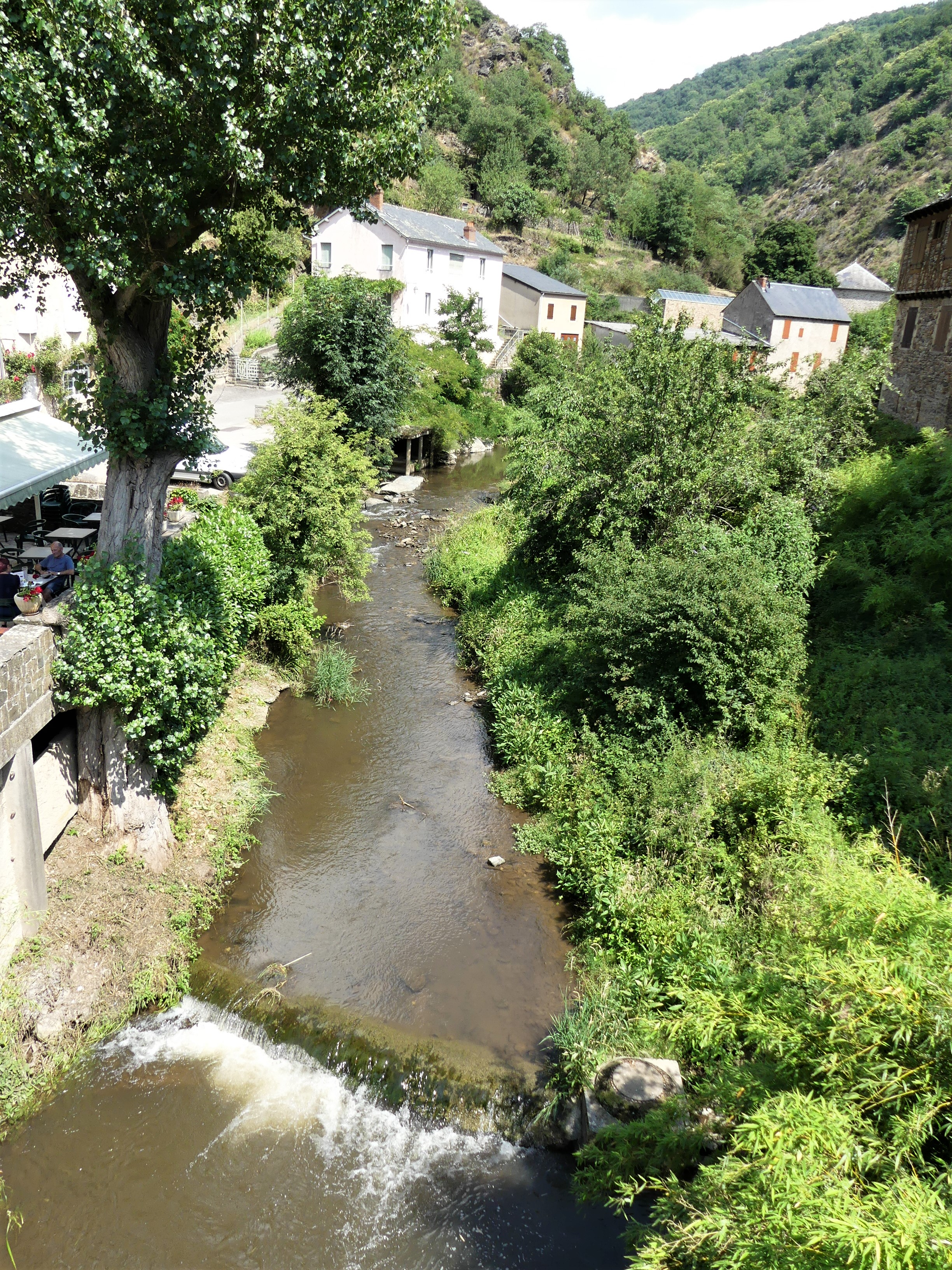
L'Alrance en amont du pont Vieux.
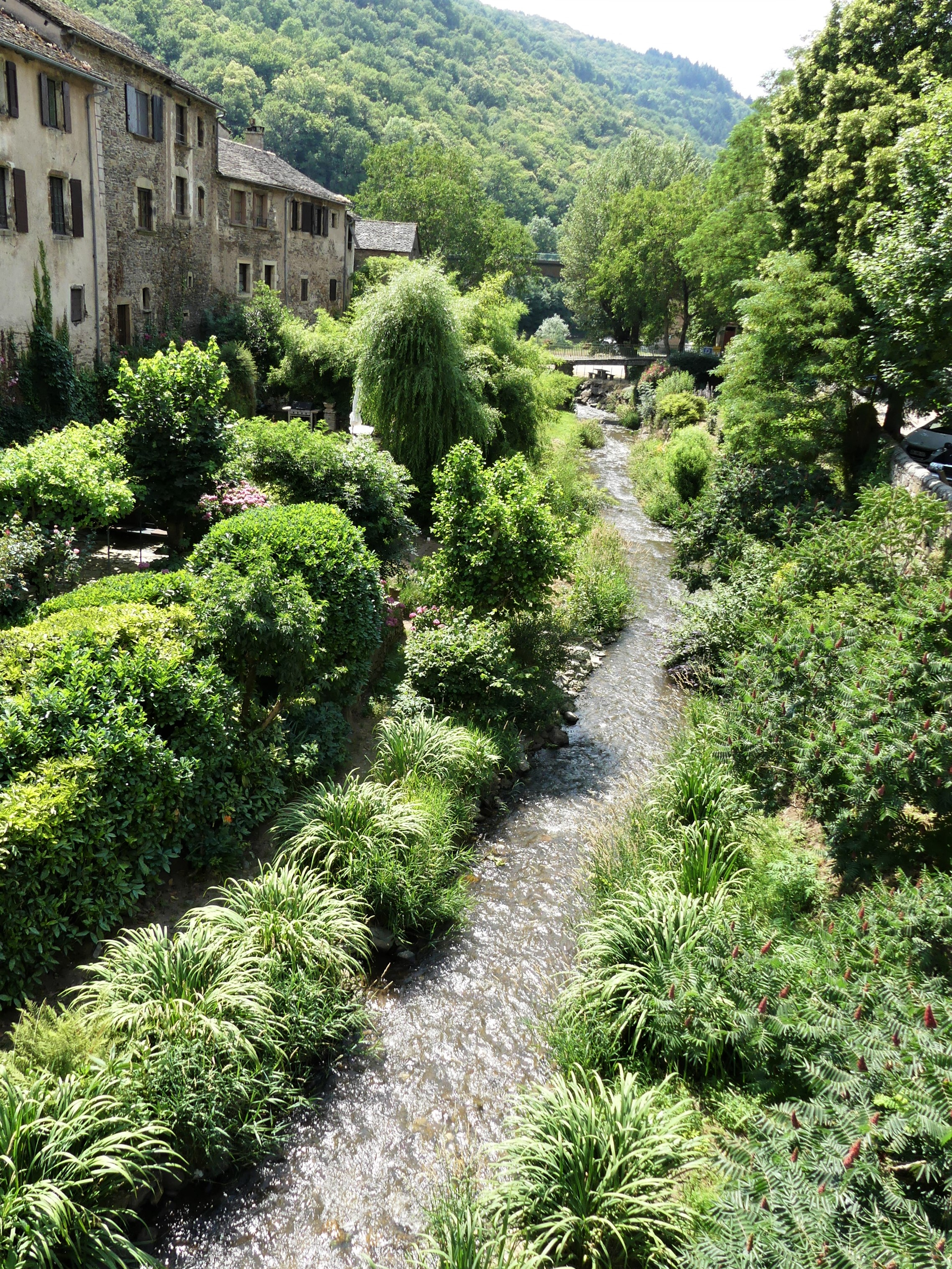
L'Alrance en aval du pont Vieux.